# Ерча (Мехедінць)
Ерча (рум. Ercea) — село у повіті Мехедінць в Румунії. Входить до складу комуни Кезенешть.
Село розташоване на відстані 247 км на захід від Бухареста, 26 км на схід від Дробета-Турну-Северина, 76 км на північний захід від Крайови.

## Населення
За даними перепису населення 2002 року у селі проживали 306 осіб. Рідною мовою 303 особи (99,0%) назвали румунську.
Національний склад населення села:
| Національність | Кількість осіб | Відсоток |
| -------------- | -------------- | -------- |
| румуни         | 301            | 98,4%    |
| цигани         | 5              | 1,6%     |